# Look (британський журнал)
Look — жіночий щотижневий глянцевий журнал про високу моду та знаменитостей. Видається компанією «IPC Media», під редакцією Елі Голл. Журнал містить новини про моду, шопінг-поради, зірковий стиль та реальні життєві історії.

## Історія
Перший випуск вийшов у грудні 2007 року, ставши для видавництва найприбутковішим журналом за останні 17 років. У 2008 році був запущений вебсайт Look.co.uk, який висвітлює новини про зірок, красу та вуличну моду.
Look є третім у списку десяти найкращих жіночих журналів Великої Британії. Журнал дає корисні поради звичайним жінкам у сфері моди, краси, шопінгу, розповідає про життя відомих людей.
У 2012 році журнал отримав рекордну кількість читачів — 523,000.
Вік читацької аудиторії коливається від 18 до 35 років.

## Події
Look висвітлює такі події як Каннський кінофестиваль, вручення Оскара, нью-йоркський, лондонський та паризький тижні моди, шоу «Британія має талант», BBC Teen Awards тощо.
Журнал організував грандіозне свято для своїх читачів «Look Reader Event». Це була неймовірна подія, де всім охочим робили манікюр, макіяж та масаж. Кожен міг приміряти одяг відомих брендів та сфотографуватись. Для осіб віком до 18 років вхід був безкоштовний. Захід тривав близько тижня в липні та серпні 2011 року, в таких містах як Лондон та Ліверпуль.
Також Look запустив новий інтернет-проект — змагання fashion-блогерів. На сайті журналу можна знайти посилання на блоги 20 найкращих. Перемогу ж здобув блог під назвою «She's Called Clair». Його створила дівчина Клер з Брайтона, Англія. Клер публікує свої луки, дає поради щодо стилю та зовнішності своїм читачам, висловлює думку про стан сучасної fashion-індустрії. Крім того, Клер працює журналісткою у журналі Brighton Fashion Week та в деяких інших виданнях. Вона також пише книги та займається фотографією.

## Редакторський склад
Головним редактором журналу є Елі Голл. Виконавчий редактор — Марія Куле. Кейт Стівенс відповідає за онлайн-версію журналу.
Минулого року до співпраці були запрошені Джулі Левінгтон та Темі Айдл.